# Saint-Jean-de-Soudain
Saint-Jean-de-Soudain ist eine französische Gemeinde mit 1.698 Einwohnern (Stand: 1. Januar 2022) im Département Isère in der Region Auvergne-Rhône-Alpes. Saint-Jean-de-Soudain gehört zum Arrondissement La Tour-du-Pin und zum Kanton La Tour-du-Pin.

## Geographie
Saint-Jean-de-Soudain liegt etwa 55 Kilometer südöstlich von Lyon. Umgeben wird Saint-Jean-de-Soudain von den Nachbargemeinden Dolomieu im Norden und Nordosten, La Chapelle-de-la-Tour und La Tour-du-Pin im Osten, Sainte-Blandine im Süden, Saint-Victor-de-Cessieu im Südwesten, Cessieu und Rochetoirin im Westen sowie Montcarra im Nordwesten.

## Bevölkerungsentwicklung
| Jahr                       | 1962 | 1968 | 1975 | 1982 | 1990 | 1999 | 2006 | 2017 |
| -------------------------- | ---- | ---- | ---- | ---- | ---- | ---- | ---- | ---- |
| Einwohner                  | 648  | 652  | 735  | 839  | 934  | 980  | 1315 | 1585 |
| Quellen: Cassini und INSEE |      |      |      |      |      |      |      |      |

## Sehenswürdigkeiten
- Kirche Saint-Jean-Baptiste
- Schloss Cuirieu aus dem 17./18. Jahrhundert, Monument historique seit 1955
- Neues Rathaus (früheres Pfarrhaus)

## Weblinks

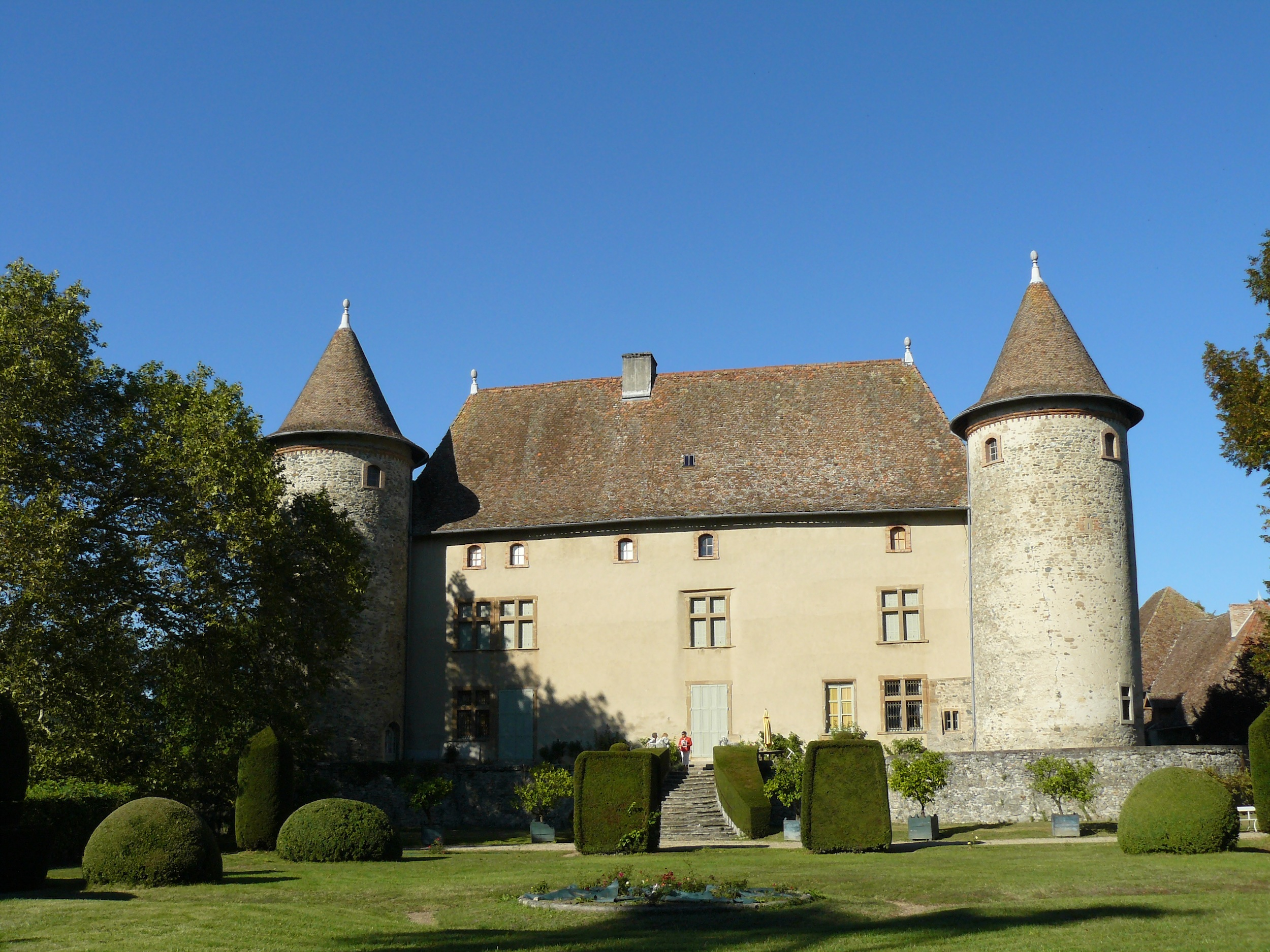
Schloss Cuirieu